# پوری ۱۴۹۹
سیارک ۱۴۹۹ (به انگلیسی: 1499 Pori، نامگذاری:1938UF) هزار و چهارصد و نود و نهمین سیارک کشف شده‌است که در ۱۶ اکتبر ۱۹۳۸ کشف شد.
قدر مطلق سیارک برابر ۱۱٫۲۰ است.